# Kōki Yamamoto
Kōki Yamamoto (jap. 山本稀康 Yamamoto Kōki; ur. 14 listopada 1993) – japoński zapaśnik walczący w stylu wolnym. Piąty na mistrzostwach Azji w 2016. Ósmy w Pucharze Świata w 2014. Osiemnasty na Uniwersjadzie w 2013, jako zawodnik Nihon University w Chiyoda.